# Championnats de France de cyclisme sur route 2012
Les championnats de France de cyclisme sur route 2012 se déroulent à :
- Saint-Amand-les-Eaux (Nord) du 21 au 24 juin, pour les épreuves élites messieurs, amateurs et dames.
- La Chapelle-Caro (Morbihan) du 16 au 19 août 2012, pour les championnats de France de l'Avenir (cadets, juniors et espoirs), organisés par la Communauté de communes du Val d'Oust et de Lanvaux (CCVOL) en collaboration avec la Fédération française de cyclisme (FFC)

Cinq catégories sont au programme : cadets (15/16 ans), juniors (17/18 ans), espoirs (moins de 23 ans), amateurs et professionnels.

## Programme
| Championnats de France à Saint-Amand-les-Eaux - Jeudi 21 juin - Contre-la-montre individuel Dames Élite et Espoirs : 26,8 km - Contre-la-montre individuel Messieurs Élite : 48,5 km - Samedi 23 juin - Course en ligne Dames Élite et Espoirs : 128,7 km (7 tours de 18,3 km) - Course en ligne Messieurs Amateurs : 183 km (10 tours de 18,3 km) - Dimanche 24 juin - Course en ligne Messieurs Élite : 256,3 km (14 tours de 18,3 km) | Championnats de France de l'Avenir à La Chapelle-Caro - Jeudi 16 août - Contre-la-montre individuel Dames Juniors : 13,7 km - Contre-la-montre individuel Messieurs Juniors : 23,7 km - Contre-la-montre individuel Messieurs Espoirs : 27,4 km - Vendredi 17 août - Course en ligne Dames Minimes et Cadettes : 62 km - Course en ligne Messieurs Cadets : 77,5 km - Samedi 18 août - Course en ligne Dames Juniors : 77,5 km - Course en ligne Messieurs Juniors : 139,5 km - Dimanche 20 août - Course en ligne Messieurs Espoirs : 170,5 km |

## Podiums

### Hommes
| Épreuves                   | Or                                         | Argent                       | Bronze                        |
| -------------------------- | ------------------------------------------ | ---------------------------- | ----------------------------- |
| Course en ligne - élites   | Nacer Bouhanni (FDJ-BigMat)                | Arnaud Démare (FDJ-BigMat)   | Adrien Petit (Cofidis)        |
| Contre-la-montre - élites  | Sylvain Chavanel (Omega Pharma-Quick Step) | Jérémy Roy (FDJ-BigMat)      | Yoann Paillot (Top 16)        |
| Course en ligne - amateurs | Jimmy Raibaud (CR4C Roanne)                | Cyrille Patoux (VC Rouen)    | Olivier Le Gac (BIC 2000)     |
| Course en ligne - espoirs  | Quentin Bernier (Rhône-Alpes)              | Alexis Gougeard (Normandie)  | Maxime Renault (Bretagne)     |
| Contre-la-montre - espoirs | Johan Le Bon (Bretagne)                    | Alexis Guérin (Aquitaine)    | Kévin Labèque (Île-de-France) |
| Course en ligne - juniors  | Félix Pouilly (Nord-Pas-de-Calais)         | Kévin Goulot (Bourgogne)     | Marc Fournier (Normandie)     |
| Contre-la-montre - juniors | Maxime Piveteau (Pays de la Loire)         | Nicolas Carret (Provence)    | Rémi Cavagna (Auvergne)       |
| Course en ligne - cadets   | Valentin Ortillon (Champagne-Ardenne)      | Romain Guillot (Rhône-Alpes) | Étienne Fabre (Midi-Pyrénées) |

### Femmes
| Épreuves                   | Or                                        | Argent                             | Bronze                             |
| -------------------------- | ----------------------------------------- | ---------------------------------- | ---------------------------------- |
| Course en ligne - élites   | Marion Rousse (Vienne Futuroscope)        | Julie Krasniak (Lorraine)          | Fanny Riberot (Lointek)            |
| Contre-la-montre - élites  | Pauline Ferrand-Prévot (Bazancourt-Reims) | Audrey Cordon (Vienne Futuroscope) | Edwige Pitel (Rhône-Alpes)         |
| Course en ligne - espoirs  | Marion Rousse (Vienne Futuroscope)        | Marion Azam (Vienne Futuroscope)   | Steffi Jamoneau (Île-de-France)    |
| Contre-la-montre - espoirs | Pauline Ferrand-Prévot (Bazancourt-Reims) | Aude Biannic (VS Plabennec)        | Mélodie Lesueur (ESGL 93)          |
| Course en ligne - juniors  | Iris Sachet (Pays de la Loire)            | Marine Lemarié (Normandie)         | Ségolène Lebéron (Région Centre)   |
| Contre-la-montre - juniors | Séverine Eraud (Pays de la Loire)         | Marine Strappazzon (Rhône-Alpes)   | Manon Bourdiaux (Bourgogne)        |
| Course en ligne - cadettes | Soline Lamboley (Franche-Comté)           | Clémence Ondet (Auvergne)          | Pascaline Duchesne (Région Centre) |

## Résultats détaillés

### Championnats masculins
| #   | Cycliste            | Équipe                  |    | Temps           |
| --- | ------------------- | ----------------------- | -- | --------------- |
| 1.  | Nacer Bouhanni      | FDJ-BigMat              | en | 5 h 42 min 43 s |
| 2.  | Arnaud Démare       | FDJ-BigMat              | +  | m.t             |
| 3.  | Adrien Petit        | Cofidis                 |    | m.t             |
| 4.  | Denis Flahaut       | Roubaix Lille Métropole |    | m.t             |
| 5.  | Sébastien Turgot    | Europcar                |    | m.t             |
| 6.  | Jimmy Casper        | AG2R La Mondiale        |    | m.t             |
| 7.  | Fabien Bacquet      | Auber 93                |    | m.t             |
| 8.  | Romain Feillu       | Vacansoleil             |    | m.t             |
| 9.  | Julien Simon        | Saur-Sojasun            |    | m.t             |
| 10. | Maxime Le Montagner | Véranda Rideau-Super U  |    | m.t             |

| #   | Cycliste          | Équipe                  |    | Temps       |
| --- | ----------------- | ----------------------- | -- | ----------- |
| 1.  | Sylvain Chavanel  | Omega Pharma-Quick Step | en | 57 min 34 s |
| 2.  | Jérémy Roy        | FDJ-BigMat              | +  | 13 s        |
| 3.  | Yoann Paillot     | Top 16                  |    | 1 min 01 s  |
| 4.  | László Bodrogi    | Type 1-Sanofi           |    | 1 min 44 s  |
| 5.  | Stéphane Rossetto | CC Nogent-sur-Oise      |    | 1 min 54 s  |
| 6.  | Christophe Kern   | Europcar                |    | 2 min 01 s  |
| 7.  | David Boucher     | FDJ-BigMat              |    | 2 min 18 s  |
| 8.  | Damien Gaudin     | Europcar                |    | 2 min 36 s  |
| 9.  | Romain Lemarchand | AG2R La Mondiale        |    | 2 min 41 s  |
| 10. | Jérôme Cousin     | Europcar                |    | 2 min 46 s  |

#### Course en ligne - amateurs
| #   | Cycliste             | Équipe                |    | Temps           |
| --- | -------------------- | --------------------- | -- | --------------- |
| 1.  | Jimmy Raibaud        | CR4C Roanne           | en | 3 h 52 min 56 s |
| 2.  | Cyrille Patoux       | VC Rouen              | +  | m.t             |
| 3.  | Olivier Le Gac       | Brest Iroise Cyclisme |    | m.t             |
| 4.  | Yoän Vérardo         | Entente Sud Gascogne  |    | m.t             |
| 5.  | François Lancon      | Brest Iroise Cyclisme |    | m.t             |
| 6.  | Christopher De Souza | Normandie             |    | m.t             |
| 7.  | Alexis Bodiot        | Armée de Terre        |    | m.t             |
| 8.  | Romain Guillemois    | Vendée U              |    | m.t             |
| 9.  | Erwan Téguel         | UC Nantes Atlantique  |    | m.t             |
| 10. | Mickaël Jeannin      | CC Étupes             |    | m.t             |

| #   | Cycliste            | Équipe             |    | Temps           |
| --- | ------------------- | ------------------ | -- | --------------- |
| 1.  | Quentin Bernier     | Rhône-Alpes        | en | 3 h 52 min 18 s |
| 2.  | Alexis Gougeard     | Normandie          | +  | 4 s             |
| 3.  | Maxime Renault      | Bretagne           |    | 11 s            |
| 4.  | Maxime Le Montagner | Normandie          |    | 11 s            |
| 5.  | Christophe Laporte  | Provence           |    | 11 s            |
| 6.  | Jimmy Raibaud       | Rhône-Alpes        |    | 11 s            |
| 7.  | Jérémy Leveau       | Normandie          |    | 11 s            |
| 8.  | Florian Sénéchal    | Nord-Pas-de-Calais |    | 11 s            |
| 9.  | Jules Pijourlet     | Rhône-Alpes        |    | 11 s            |
| 10. | Jonathan Boucher    | Région Centre      |    | 11 s            |

| #   | Cycliste        | Équipe           |    | Temps       |
| --- | --------------- | ---------------- | -- | ----------- |
| 1.  | Johan Le Bon    | Bretagne         | en | 34 min 18 s |
| 2.  | Alexis Guérin   | Aquitaine        | +  | 24 s        |
| 3.  | Kévin Labèque   | Île-de-France    |    | 32 s        |
| 4.  | Romain Delalot  | Picardie         |    | 40 s        |
| 5.  | Anthony Perez   | Provence         |    | 40 s        |
| 6.  | Alexis Gougeard | Normandie        |    | 41 s        |
| 7.  | Yoann Paillot   | Poitou-Charentes |    | 43 s        |
| 8.  | Rudy Kowalski   | Normandie        |    | 58 s        |
| 9.  | Jimmy Turgis    | Picardie         |    | 1 min 04 s  |
| 10. | Julien Morice   | Pays de la Loire |    | 1 min 13 s  |

| #   | Cycliste           | Équipe             |    | Temps           |
| --- | ------------------ | ------------------ | -- | --------------- |
| 1.  | Félix Pouilly      | Nord-Pas-de-Calais | en | 3 h 22 min 47 s |
| 2.  | Kévin Goulot       | Bourgogne          | +  | 3 s             |
| 3.  | Marc Fournier      | Normandie          |    | 10 s            |
| 4.  | Guillaume Gauthier | Franche-Comté      |    | 22 s            |
| 5.  | Nicolas Carret     | Provence           |    | 22 s            |
| 6.  | Thomas Boudat      | Aquitaine          |    | 22 s            |
| 7.  | Jean Leseche       | Région Centre      |    | 22 s            |
| 8.  | Anthony Turgis     | Île-de-France      |    | 22 s            |
| 9.  | Tom Bossis         | Rhône-Alpes        |    | 22 s            |
| 10. | Alexandre Pacot    | Bourgogne          |    | 22 s            |

| #   | Cycliste        | Équipe           |    | Temps       |
| --- | --------------- | ---------------- | -- | ----------- |
| 1.  | Maxime Piveteau | Pays de la Loire | en | 31 min 01 s |
| 2.  | Nicolas Carret  | Provence         | +  | 10 s        |
| 3.  | Rémi Cavagna    | Auvergne         |    | 14 s        |
| 4.  | Marc Fournier   | Normandie        |    | 24 s        |
| 5.  | Thomas Boudat   | Aquitaine        |    | 31 s        |
| 6.  | Élie Gesbert    | Bretagne         |    | 32 s        |
| 7.  | Anthony Turgis  | Île-de-France    |    | 36 s        |
| 8.  | Thomas Bourreau | Pays de la Loire |    | 46 s        |
| 9.  | Vincent Ginelli | Picardie         |    | 47 s        |
| 10. | Joey Wastiaux   | Région Centre    |    | 54 s        |

| \| # \| Cycliste \| Équipe \| \| Temps \| \| --- \| ----------------- \| ------------------- \| -- \| --------------- \| \| 1. \| Valentin Ortillon \| Champagne-Ardenne \| en \| 2 h 02 min 29 s \| \| 2. \| Romain Guillot \| VC Caladois \| + \| 0 s \| \| 3. \| Étienne Fabre \| Velo Club Rodez \| \| 6 s \| \| 4. \| Gabriel Thoulouse \| AS Fontaine \| \| 49 s \| \| 5. \| Damien Righini \| VC Annemasse \| \| 55 s \| \| 6. \| Damien Touzé \| UV Neubourg \| \| 55 s \| \| 7. \| Nathan Pernot \| MS Mandelieu \| \| 55 s \| \| 8. \| Valentin Madouas \| Brest Iroise \| \| 55 s \| \| 9. \| Florian Barket \| Sojasun espoir-ACNC \| \| 55 s \| \| 10. \| Florian Seveur \| Madinina Bikers \| \| 55 s \| |                   |                     |    |                 |
| # | Cycliste          | Équipe              |    | Temps           |
| 1. | Valentin Ortillon | Champagne-Ardenne   | en | 2 h 02 min 29 s |
| 2. | Romain Guillot    | VC Caladois         | +  | 0 s             |
| 3. | Étienne Fabre     | Velo Club Rodez     |    | 6 s             |
| 4. | Gabriel Thoulouse | AS Fontaine         |    | 49 s            |
| 5. | Damien Righini    | VC Annemasse        |    | 55 s            |
| 6. | Damien Touzé      | UV Neubourg         |    | 55 s            |
| 7. | Nathan Pernot     | MS Mandelieu        |    | 55 s            |
| 8. | Valentin Madouas  | Brest Iroise        |    | 55 s            |
| 9. | Florian Barket    | Sojasun espoir-ACNC |    | 55 s            |
| 10. | Florian Seveur    | Madinina Bikers     |    | 55 s            |

### Championnats féminins
| #   | Cycliste                 | Équipe             |    | Temps           |
| --- | ------------------------ | ------------------ | -- | --------------- |
| 1.  | Marion Rousse            | Vienne Futuroscope | en | 3 h 20 min 26 s |
| 2.  | Julie Krasniak           | Lorraine           | +  | 0 s             |
| 3.  | Fanny Riberot            | Lointek            |    | 22 s            |
| 4.  | Christel Ferrier-Bruneau | Hitec Products     |    | 22 s            |
| 5.  | Pascale Jeuland          | Vienne Futuroscope |    | 22 s            |
| 6.  | Honorine Martin          | Île-de-France      |    | 22 s            |
| 7.  | Kelly Gambier            | Île-de-France      |    | 22 s            |
| 8.  | Marion Azam              | Vienne Futuroscope |    | 22 s            |
| 9.  | Béatrice Thomas          | ASPTT Dijon        |    | 22 s            |
| 10. | Stéphi Jamoneau          | Île-de-France      |    | 22 s            |

| #   | Cycliste                 | Équipe             |    | Temps       |
| --- | ------------------------ | ------------------ | -- | ----------- |
| 1.  | Pauline Ferrand-Prévot   | Stichting Rabo     | en | 39 min 55 s |
| 2.  | Audrey Cordon            | Vienne Futuroscope | +  | 17 s        |
| 3.  | Edwige Pitel             | Rhône-Alpes        |    | 41 s        |
| 4.  | Aude Biannic             | Bretagne           |    | 46 s        |
| 5.  | Jeannie Longo            | Rhône-Alpes        |    | 1 min 05 s  |
| 6.  | Mélodie Lesueur          | Île-de-France      |    | 1 min 20 s  |
| 7.  | Christel Ferrier-Bruneau | Hitec Products     |    | 1 min 22 s  |
| 8.  | Mélanie Bravard          | Team GSD Gestion   |    | 1 min 56 s  |
| 9.  | Julie Bresset            | Bretagne           |    | 2 min 33 s  |
| 10. | Julie Krasniak           | Champagne-Ardenne  |    | 2 min 35 s  |

| #   | Cycliste             | Équipe               |    | Temps           |
| --- | -------------------- | -------------------- | -- | --------------- |
| 1.  | Iris Sachet          | Pays de La Loire     | en | 2 h 12 min 32 s |
| 2.  | Marine Lemarié       | Normandie            | +  | 0 s             |
| 3.  | Ségolène Lebéron     | Région Centre        | +  | 0 s             |
| 4.  | Hélène Gérard        | Bretagne             | +  | 0 s             |
| 5.  | Eva Mottet           | Rhône-Alpes          | +  | 0 s             |
| 6.  | Noëline Delbove      | Champagne-Ardenne    | +  | 0 s             |
| 7.  | Manon Bourdiaux      | Bourgogne            | +  | 0 s             |
| 8.  | Émilie Gousse        | Lorraine             | +  | 0 s             |
| 9.  | Mélanie Guedon       | Région Centre        | +  | 3 s             |
| 10. | Marie Sonnery Cottet | Languedoc-Roussillon | +  | 3 s             |

| #   | Cycliste             | Équipe               |    | Temps       |
| --- | -------------------- | -------------------- | -- | ----------- |
| 1.  | Séverine Eraud       | Pays de la Loire     | en | 20 min 53 s |
| 2.  | Marine Strappazzon   | Rhône-Alpes          | +  | 7 s         |
| 3.  | Manon Bourdiaux      | Bourgogne            | +  | 7 s         |
| 4.  | Coralie Sero         | Bretagne             | +  | 12 s        |
| 5.  | Marie Sonnery-Cottet | Languedoc-Roussillon | +  | 22 s        |
| 6.  | Émilie Rochedy       | Rhône-Alpes          | +  | 44 s        |
| 7.  | Julie Boucher        | Région Centre        | +  | 53 s        |
| 8.  | Carine Renault       | Île-de-France        | +  | 1 min 03 s  |
| 9.  | Marine Lemarié       | Normandie            | +  | 1 min 10 s  |
| 10. | Justine Morinaud     | Pays de la Loire     | +  | 1 min 13 s  |

| \| # \| Cycliste \| Équipe \| \| Temps \| \| --- \| ------------------ \| ------------------------ \| -- \| --------------- \| \| 1. \| Soline Lamboley \| Franche-Comté \| en \| 1 h 47 min 19 s \| \| 2. \| Clémence Ondet \| Vélo Club Riomois \| + \| 0 s \| \| 3. \| Pascaline Duchesne \| VS Chartrain \| + \| 0 s \| \| 4. \| Pauline Clouard \| VC Saint Hilaire \| + \| 0 s \| \| 5. \| Esther Eustache \| Franche-Comté \| + \| 0 s \| \| 6. \| Clara Copponi \| VC Saint Antoine/Gavotte \| + \| 0 s \| \| 7. \| Solenne Billouin \| VC Château Gontier \| + \| 0 s \| \| 8. \| Cécilia Le Bris \| VC Pontivyen \| + \| 0 s \| \| 9. \| Solène Vinsot \| EC Plouha Lanvollon \| + \| 0 s \| \| 10. \| Fanny Zambon \| VC Cluses Scionzier \| + \| 0 s \| |                    |                          |    |                 |
| # | Cycliste           | Équipe                   |    | Temps           |
| 1. | Soline Lamboley    | Franche-Comté            | en | 1 h 47 min 19 s |
| 2. | Clémence Ondet     | Vélo Club Riomois        | +  | 0 s             |
| 3. | Pascaline Duchesne | VS Chartrain             | +  | 0 s             |
| 4. | Pauline Clouard    | VC Saint Hilaire         | +  | 0 s             |
| 5. | Esther Eustache    | Franche-Comté            | +  | 0 s             |
| 6. | Clara Copponi      | VC Saint Antoine/Gavotte | +  | 0 s             |
| 7. | Solenne Billouin   | VC Château Gontier       | +  | 0 s             |
| 8. | Cécilia Le Bris    | VC Pontivyen             | +  | 0 s             |
| 9. | Solène Vinsot      | EC Plouha Lanvollon      | +  | 0 s             |
| 10. | Fanny Zambon       | VC Cluses Scionzier      | +  | 0 s             |